# 1461 en littérature
| Années de la littérature : 1458 - 1459 - 1460 - 1461 - 1462 - 1463 - 1464    |
| Décennies de la littérature : 1430 - 1440 - 1450 - 1460 - 1470 - 1480 - 1490 |

Cet article présente les faits marquants de l'année 1461 en littérature.

## Évènements
- été : François Villon est emprisonné à Meung-sur-Loire, dans la prison de l’évêque d’Orléans Thibault d’Aussigny ; il recouvre la liberté après l'entrée solennelle le 2 octobre du nouveau roi de France Louis XI[1]. Il commence à écrire Le Testament[2].

## Parutions

### Ouvrages didactiques
- Trialogue de Gauvain Quiéret[3].

### Poésie

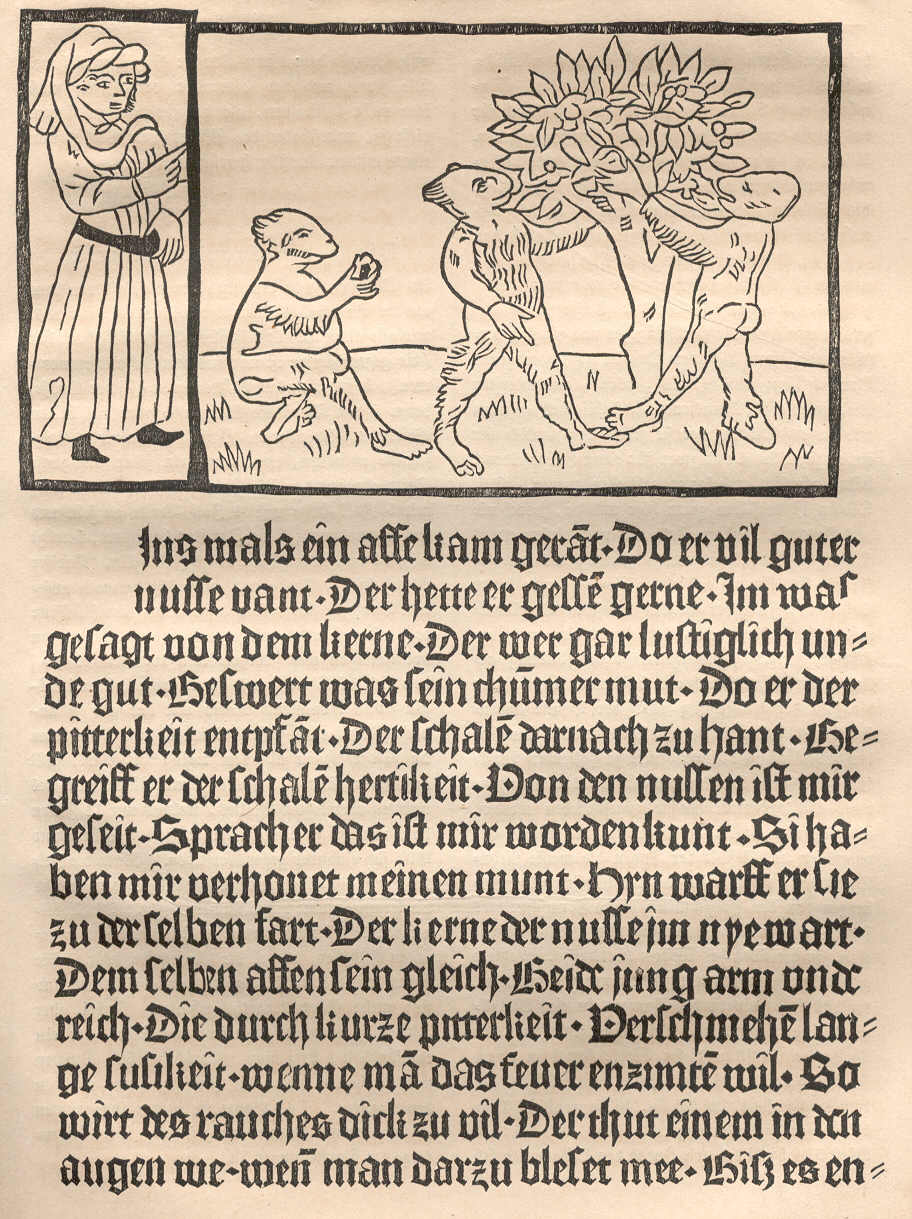
Facsimilé d'une page du Der Edelstein de 1461.

- 14 février : Der Edelstein  (« Le Joyau »), sélection de fables d'Ésope choisies par Ulrich Boner (de) et traduites en allemand, ouvrage illustré de gravures sur bois, Bamberg, Albrecht Pfister[4].
- 1461-1462 : François Villon rédige Le Testament[2].

## Théâtre
- 3 juillet : L'État du monde, mystère joué à Lausanne[5].

## Naissances
- 25 mai : Zanobi Acciaiuoli, moine dominicain italien, écrivain, traducteur, responsable de la bibliothèque du Vatican, mort le 27 juillet 1519.

- Alessandro Alessandri, juriste et écrivain italien, mort le 13 octobre 1523.
- Ulrich Zasius, juriste et humaniste allemand, mort le 24 novembre 1535.

## Décès
- Martin Le Franc, religieux et poète de langue française, né vers 1410.